# 성남 봉국사 아미타불회도
성남 봉국사 아미타불회도는 대한민국 경기도 성남시 수정구 태평동, 봉국사에 있는 불화이다. 2016년 7월 22일 경기도의 유형문화재 제310호로 지정되었다.

## 개요
1873년에 덕운긍윤이 주도로 제작한 불화로 화면 구성이 안정되고 존상 묘사가 뛰어나며 세부 묘사가 정치하여 19세기 후반에 조성된 경기도 불화 가운데 수준 높은 화격을 보여준다.
또한 독특한 인물묘사와 색채 사용 등에서 19세기 후반 경기지역의 지역색이 나타난다.

## 참고 자료
- 성남 봉국사 아미타불회도 - 국가유산청 국가유산포털